# ویلیام تروست اکنگ
ویلیام تروست اکنگ (هلندی: William Troost-Ekong؛ زادهٔ ۱ سپتامبر ۱۹۹۳) بازیکن فوتبال اهل هلند-نیجریه است.

## باشگاهی
از باشگاه‌هایی که در آن بازی کرده‌است می‌توان به باشگاه فوتبال خرونینگن، باشگاه فوتبال تاتنهام هاتسپر، باشگاه فوتبال خنت اشاره کرد.

## تیم ملی
وی همچنین در تیم‌های ملی فوتبال تیم ملی فوتبال زیر ۱۹ سال هلند، تیم ملی فوتبال زیر ۱۹ سال هلند، تیم ملی فوتبال زیر ۲۳ سال نیجریه و تیم ملی فوتبال نیجریه بازی کرده‌است.